# 10.11.12
10.11.12 ist ein Musikalbum von Howard Riley. Die am 10. November 2012 live beim VDU Jazz Jungtys Festival in Kaunas entstandenen Aufnahmen erschienen am 1. März 2015 auf NoBusiness Records.

## Hintergrund
Der Pianist Howard Riley hat in den letzten Jahren seiner Karriere eine Reihe von Alben auf dem litauischen Label No Business vorgelegt; nach Solo in Vilnius (2010), The Complete Short Stories 1998–2010 (2011) und Live with Repertoire (2013) war 10.11.12 seine vierte Veröffentlichung bei dem Label. In den Liner Notes zu seinem Album Live with Repertoire hatte der Pianist erklärt, dass er seine Auftritte gerne in „mit/ohne Repertoire“ einteilt. Dieses Konzert in Kaunas fällt hauptsächlich in das letztere Lager, da es fünf spontane Erfindungen und einen Standard, Billy Strayhorns „Lush Life“, umfasst.

## Titelliste
- Howard Riley: 10.11.12 (NoBusiness Records NBLP 85)[2]

1. Dwelling One 8:12
2. Dwelling Two 8:09
3. Understanding 7:11
4. From Somewhere 11:04
5. Identification 6:36
6. Lush Life (Billy Strayhorn) 5:10

Wenn nicht anders vermerkt, stammen die Kompositionen von Howard Riley.

## Rezeption
Nach Ansicht von John Sharpe, der das Album in All About Jazz rezensierte, habe Riley im Laufe der Jahrzehnte gezeigt, dass er ein Meister der Improvisation wie auch der Interpretation des Jazz-Repertoires ist. Seine Complete Short Stories: 1998–2010 würden zwar den Höhepunkt seines unbegleiteten improvisierten Schaffens darstellen, und obwohl 10.11.12 nicht an die anhaltende Brillanz dieses Werks heranreiche, zeige diese LP Riley jedenfalls in expansiver Stimmung. Unter den erkennbaren Einflüssen des Pianisten würden Monk und Ellington eine große Rolle spielen, aber keiner von beiden sei hier offenkundig, da ihr Einfluss auf satte Harmonien und die seltsame Dissonanzen zwischen kurzen Swing-Ausbrüchen beschränkt sei. Rileys Fantasie reiche von melodischem Spiel bis zur Abstraktion, und tatsächlich sei ein Großteil des Albums bemerkenswert konsonant. Einige der kurzen Passagen, insbesondere wenn der Pianist sich für den Balladenmodus entscheide, ließen darauf schließen, dass sie möglicherweise von einigen vergessenen Seiten des Great American Songbook stammen. Tatsächlich würden die ersten paar Takte von „Dwelling One“ wie eine Paraphrase von „Summertime“ klingen, bevor sie in Passagen mit taumelnder Zeit und funkelnden Ideen übergehen und dann mit einem tänzelnden Schwung enden.